# Ф
Ф هو الحرف 22 في الأبجدية السيريلية. يقابله بالعربية الحرف ف ويشابهه في نطق عدا عندما يسبقه حرف علة تذوقي فهو عندئذ ينطق «في».
أتى هذا الحرف بصورة مباشرة من الحرف اليوناني Φ. لاحقا، وضع هذا الحرف موضع الحرف فيتا Ѳ كبديل في الأبجدية الروسية منذ عام 1918م. وعلى خلاف فاي، هذا الحرف ينطق ف وليس ph.